# I'll Take the Rain
«I'll Take the Rain» —en español: «Tomaré la Lluvia»— es el tercer y último sencillo de su duodécimo álbum Reveal. La canción ingresó en el número 44 de las listas británicas y no llegó a ingresar en las estadounidenses. Excluyendo las canciones que no llegaron a ingresar en ninguna lista "I'll Take the Rain" es la que peor ha puntuado en el Reino Unido desde "Find the River" en 1993.
El vídeo del sencillo fue dirigido por David Weir y es el primero que la banda realiza completamente de animaciones. El vídeo está completamente adaptado al ritmo de la canción y narra las aventuras de un perro con una corona y un carrito de madera viviente (que figuran en la cubierta del sencillo) explorando una isla. 

## Canciones del sencillo
- Todas ellas escritas por Peter Buck, Mike Mills y Michael Stipe.

### UK CD1 (W573CD)
1. "I'll Take the Rain" - 5:55
2. "I've Been High" (Live) - 3:201
3. "She Just Wants to Be" (Live) - 5:062

### UK CD2 (W573CDX)
1. "I'll Take the Rain" - 5:55
2. "32 Chord Song" - 3:12 3
3. "I've Been High" (Live) (enhanced video)1

### European CD (9362-42416-2)
1. "I'll Take the Rain"
2. "32 Chord Song" - 3:12
3. "She Just Wants to Be" (Live) - 5:06
4. "I've Been High" (Live) - 3:20
5. "I've Been High" (Live) (enhanced video)